# Madrona Clarina i Colomer
Madrona Clarina Colomer (Barcelona, 1688-1744) fue una filosofa y viuda laica, que se hizo terciaria de la Orden de San Agustín. Y se retiró a hacer vida solitaria en su casa de Barcelona. Ha sido proclamada sierva de Dios por la Iglesia católica.

## Biografía
Madrona Clarina nació en la casa de enfrente del convento de Sant Agustí Vell, la actual calle de Tantarantana, 4, y fue bautizada el 16 de marzo en Santa Maria del Mar como Madrona Eulalia Magdalena. Fue una de las doce hijas del comerciante Jaume Joan Clarina, de Anglesola, y de Teresa Colomer, los dos muy piadosos y devotos, que le educaron cristianamente.En 1696, murió su padre y ella se ocupó de ayudar  a su madre haciendo las tareas domésticas en casa. Le gustaban los asuntos religiosos y tenía vocación que fue creciendo con el tiempo aunque consintió en casarse, siguiendo la voluntad de su madre.  

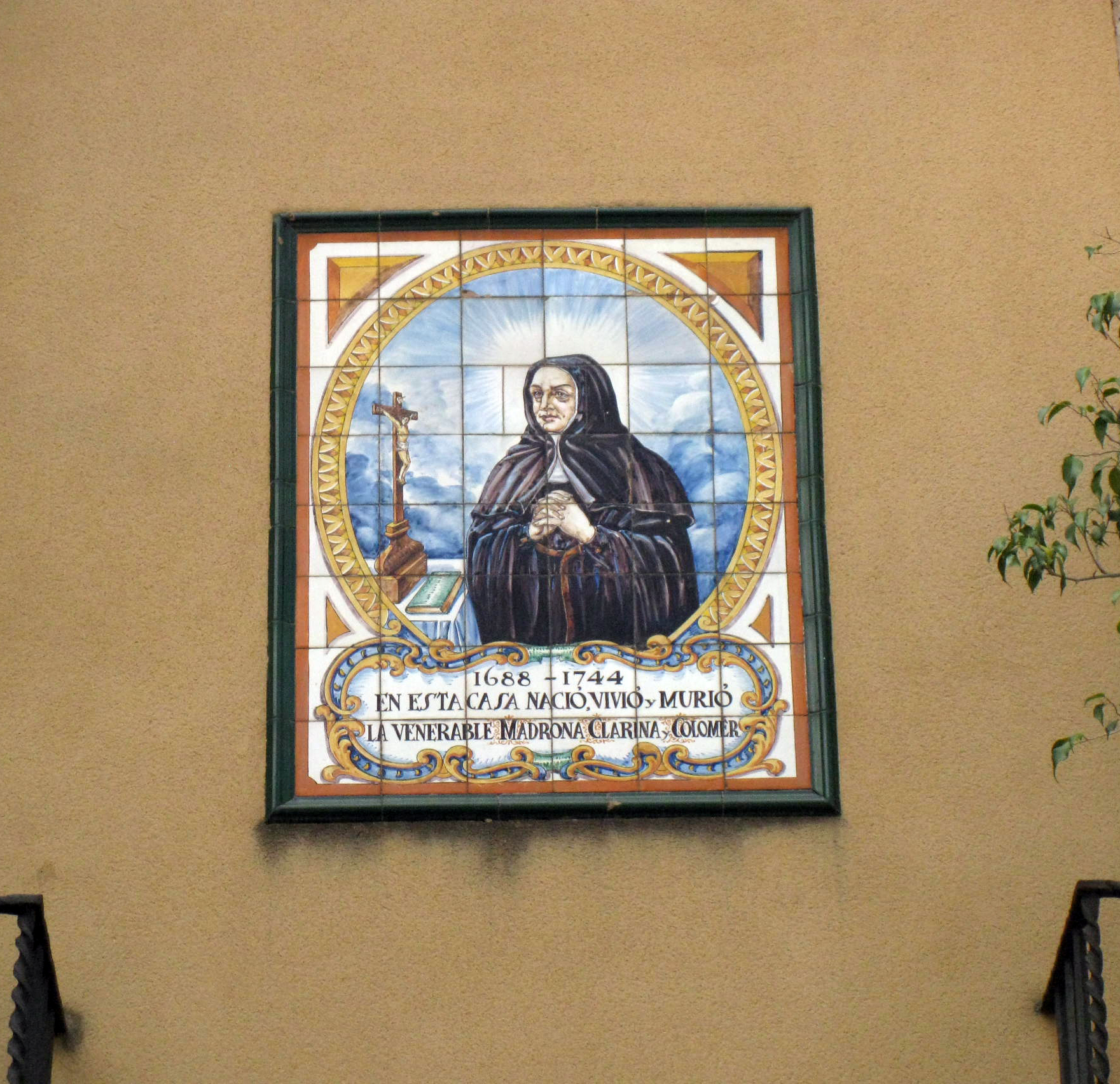
Placa conmemorativa en la calle Tantarantana de Barcelona, en la casa donde nació Madrona Clarina Colomer

El 19 de mayo  de 1709 se casó con el mercader Joan Riera, hombre muy devoto y virtuoso, no tuvieron hijos y Riera murió el 7 de septiembre del mismo año. Volvió con su madre y rehusó un segundo matrimonio, queriendo ingresar en las carmelitas descalzas, algo que no pudo hacer por su débil salud. En 1713, a raíz del asedio de Barcelona, la familia marcha a Mataró. Después de sentir un sermón de Jaume Ferreric, tuvo una crisis espiritual y decidió seguir la vida religiosa, tomando a este como director espiritual hasta 1720.

### Retiro domiciliario
Madrona Clarina regresa en 1714 a su casa familiar de Barcelona terminada la Guerra de Sucesión, y vuelve a tener como confesor a Tomás Julio, del convento de San Agustín. Eligió hacer vida solitaria en su casa, en medio de la ciudad, se dedicaba a la oración y la meditación, saliendo sólo para ir a la iglesia o hacer caridad y ejercicios de devoción. Desde 1720, cuando Ferreric fue trasladado, tenía como director espiritual al agustín Antoni Minuart. En 1733 murieron su hermana Maria Rosa, viuda de Joan Puiguriguer, y su madre, quedando entonces sola por completo en casa, dedicada a la vida en soledad. Se hizo entonces, en 1726, de la tercera orden de la Orden de San Agustín,haciendo votos de pobreza, obediencia y castidad; recibió el hábito de su propio director, el padre Minuart. Aunque eran votos simples, renovables cada año, Madrona Clarina  los cumplió y siguió como si fueran solemnes, haciendo una vida ejemplar de monja solitaria. Sufrió diversas enfermedades, que vivió como prueba de constancia, con resignación. Algunos veranos se marchó, por prescripción médica, a una casa de Sant Feliu de Alella de un cuñado suyo, donde continuaba retirada, orando y meditando; su estancia en Alella hizo que mejorara su salud. En 1743 murió el padre Minuart. Madrona vivió un tiempo, entonces, en una casa de la Calle de Montcada, de su sobrino, donde había oratorio y podía hacerse misa, y donde el padre Ferreric le aconsejaba. De nuevo en su casa, ante San Agustín, Madrona enfermó; estaba en Alella el 28 de agosto de 1744 cuando empeoró y fue trasladada a Barcelona donde murió el 5 de diciembre de 1744, poco después de las siete de la tarde, con la asistencia de Ferreric y otros religiosos.

## Reconocimientos
Murió con fama de santidad y mucha gente quiso asistir a su funeral, el 7 de diciembre, y entierro, el día 14, ya que los médicos encontraron que el cuerpo se conservaba flexible todavía, en la capilla de San José del Convento de San Agustín Viejo . 
En 1750, cuando los frailes se trasladaron al nuevo Convento de San Agustín de la calle del Hospital, también se trasladaron los restos sebollidos, y entre ellos los de Madrona Clarina.
Se le atribuyeron milagros y el don la profecía, habiendo predicho algunos hechos como la hora de su muerte. Dejó cartas y una relación de sus meditaciones, que sirven para ver su espiritualidad.